# Dranske
Dranske ist eine Gemeinde im Landkreis Vorpommern-Rügen im Norden der Insel Rügen in Mecklenburg-Vorpommern (Deutschland). Sie wird vom Amt Nord-Rügen mit Sitz in der Gemeinde Sagard verwaltet.

## Geografie

### Lage

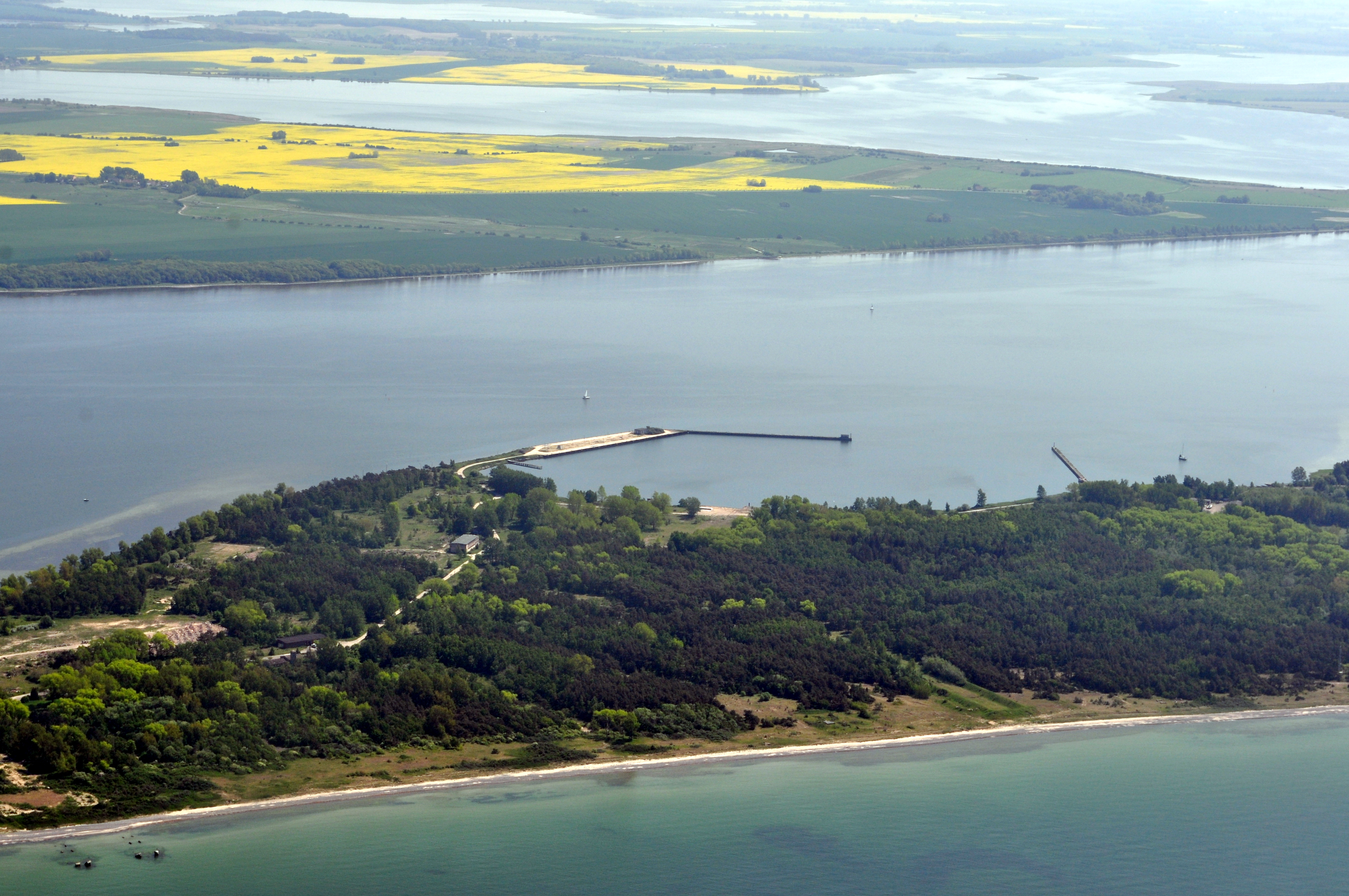
Dranske (2011)

Das ehemalige Fischerdorf Dranske liegt zwischen dem Wieker Bodden und der Ostsee. Das Gemeindegebiet umfasst den südwestlichen Teil der Halbinsel Wittow und deren Landzunge Bug. Dranske ist die größte Gemeinde auf der Halbinsel Wittow. Einzige Nachbargemeinden von Dranske sind Altenkirchen und Wiek im Nordosten.
Heute gehört der südlichste Teil des Bugs zum Nationalpark Vorpommersche Boddenlandschaft. Man kann ihn im Rahmen einer geführten Wanderung besuchen. Für den nördlichen, ehemals militärisch genutzten Teil des Bugs gibt es derzeit noch kein realisiertes Nutzungskonzept.
Von Dranske verläuft ein Hochuferweg entlang der Ostseeküste bis zum Kap Arkona. Dieser Weg tangiert das Naturschutzgebiet Nordwestufer Wittow und Kreptitzer Heide sowie das Erholungsgebiet Bakenberg mit Sandstrand unterhalb der Steilküste und dem Küstenwald.

### Ortsgliederung
Zur Gemeinde Dranske gehören die Ortsteile Banz, Bug, Dranske, Dranske-Hof, Goos, Gramtitz, Kreptitz, Kuhle, Lancken, Nonnevitz und Starrvitz.

## Geschichte

### Name
Der Beginn der Entwicklung des Dorfes ist unbekannt, lediglich der Ortsname deutet auf eine Besiedlung in slawischer Zeit hin. Der Name des Ortes Dranske leitet sich aus dem slawischen Wort Dransky ab, das Stock bedeutet oder auch vom wendischen Doronecy oder Dornik, gedeutet als Schwarzdorn (Schlehdorn).

### Mittelalter
Dranske wie auch die anderen Ortschaften der Gemeinde (Goos, Lancken, Kreptitz, Starrvitz, Gramtitz, Banz, Nonnevitz) sind slawischen Ursprunges. Alle diese Orte wurde 1314 erstmals auf einer Steuerliste des Ritters Braunschweig urkundlich erwähnt, der Ortsteil Nonnevitz sogar bereits 1193 in einer Schenkungsurkunde des Rügenfürsten Jaromar I. an das Zisterzienserinnenkloster in Bergen. Anthonius de Buge wird im Pommerschen Urkundenbuch 1284 als Bewohner der Halbinsel Bug genannt. Seine Familie und die anderen zur Gemeinschaft gehörenden Bewohner betrieben Landwirtschaft, Viehzucht, Fischerei und Piraterie. Die Orte waren im Besitz der Rügener und Stralsunder Klöster. Dranske war bis 1326 Teil des Fürstentums Rügen und danach des Herzogtums Pommern.

### 1600–1900
Nach dem Dreißigjährigen Krieg wurde Rügen und somit auch das Gebiet von Dranske im Zuge des Westfälischen Friedens von 1648 ein Teil Schwedisch-Pommerns. Im Jahr 1683 eröffnete die Schiffspostlinie Ystad–Bug–Stralsund, die dem Ort einen weiteren Entwicklungsschub brachte. So wurde 1683 an der Südspitze der Halbinsel Bug ein Posthaus gebaut, das 1684 eingeweiht wurde. Der dazugehörende Posthafen war für alle Segelfahrzeuge der damaligen Zeit nutzbar. Dieses Posthaus war meist Endstation für die großen Postsegler. Passagiere, Pferde und Kutschen wurden beim Posthaus ausgeladen. Erstere konnten entweder mit kleineren Booten direkt nach Stralsund weiter, das Fahrwasser zwischen Rügen und Hiddensee nutzend, bei schlechten Wetterbedingungen bzw. Eis ging es über den Landweg. In Dwarsdorf, dem Posthaus direkt gegenüber auf dem Mutterland Rügens gelegener Ort, wurde ein sogenannter Postbauer verpflichtet, der jederzeit ein Boot bereitzuhalten hatte. Von Dwarsdorf ging es dann über Trent, Gingst, Unrow, Landow, Dußvitz, Rambin nach Altefähr. Hier setzte eine Fähre nach Stralsund über. Wer sich ganz für den Landweg entschied, fuhr mit der Kutsche vom Bug über die Schaabe, Glowe, Sagard, Schmale Heide und Bergen nach Altefähr.
Mit der Eröffnung der Posthauses Bug verkehrten die Postsegler Posthornet und Postryttaren auf der Linie. Montags ging die Fahrt am Bug los und endete dienstags gegen 10 Uhr in Ystad. Donnerstags ging die Post zurück, um freitags am Bug zu landen. Bei widrigem Wetter dauerte die Überfahrt auch einmal länger. Die bekannteste Postjacht, die von 1692 bis 1702 auf der Linie fuhr, war die Hiorten. Bis 1861 wurden Segeljachten eingesetzt, obwohl 1822 die Dampfschiffe einstiegen. Der Linienverkehr wurde bis ins Jahr 1897 betrieben, am 29. April des Jahres tippte der Dampfer Oscar zum letzten Mal die Flagge am Posthaus Bug. Danach verkehrten die Schiffe zwischen Deutschland und Schweden auf der Königslinie Sassnitz–Malmö (ab 1909 Trelleborg).
Während des Großen Nordischen Krieges fand 1712 vor der Küste eine dänisch-schwedische Seeschlacht statt, bei der eine schwedische Nachschubflotte vernichtet wurde. Im Jahr 1815 kam der Ort als Teil von Neuvorpommern zur preußischen Provinz Pommern. Die Bevölkerung lebte von der Landwirtschaft und von der Fischerpacht, Seenotrettung und Schiffsbergung. Auch während des Deutsch-Französischen Krieges fand ein Gefecht im Libben direkt vor Dranske statt, was der Lehrer in der Schulchronik von Dranske 1870/71 vermerkte.
Von 1818 bis zum 4. September 2011 gehörte Dranske zum Kreis/Landkreis Rügen, von 1952 bis 1955 zum Kreis Bergen.

### Neuere Zeit
Von 1916 bis 1991 war Dranskes Entwicklung durch das Militär bestimmt. Die Halbinsel Bug südlich von Dranske wurde etwa 75 Jahre militärisch genutzt. 1916 bis 1918 war es eine Seeflugstation der Kaiserlichen Marine. Zwischen 1920 und 1930 wurde der Bug als Erholungsheim für den Deutschen Wirtschafts- und Beamtenbund genutzt. Nach 1930 bis 1945 wurde ein Seefliegerhorst der deutschen Luftwaffe aufgebaut und deshalb ab 1936 das alte Fischerdorf Dranske bis auf das alte Schulhaus von 1870 abgerissen. Bis 1939 entstand die Gartenstadt Dranske, eine Militärsiedlung mit unterschiedlichen Versuchsbauten. Der Fliegerhorst Bug diente reinen Ausbildungszwecken für Piloten, Funker, Bombenschützen und Aufklärer. Ab Ende 1944 wurde hier bis zum Kriegsende die Seenotgruppe 81 unter Hauptmann Karl Born stationiert, die großen Anteil an der Evakuierung der deutschen Bevölkerung hatte.
Nach dem Kriegsende 1945 folgte eine kurze Etappe der zivilen Nutzung des Bug, als Zeltplatz und Jugendherberge bzw. Nutzung als Weide für Pensionsvieh. 1963 begann die Volksmarine der DDR mit der Errichtung eines Schnellbootstützpunktes (die 6. Flottille), der bis 1990 betrieben wurde. Gleichzeitig vergrößerte sich der Ort Dranske mit 15 Plattenbauten (1 000 Wohnungen) und Folgeeinrichtungen wie Kaufhalle, Dienstleistungsgebäude, zwei Kindereinrichtungen und zwei Schulen. Als 1991 die Abwicklung des Marinestützpunktes beendet war, wurde dieser geschlossen und 1993 international zum Verkauf ausgeschrieben. 2001 erhielt die Firma Oetken aus Oldenburg den Zuschlag und begann auch gleich mit dem Abriss der meisten Gebäude auf dem Bug. Seit Mai 2002 ruht das Vorhaben, eine Marina für 400 Segelboote und 2 000 Gästebetten zu schaffen, da die Investoren fehlen.
Dranske erlebte nach der Schließung des Marinestützpunktes einen starken Einwohnerverlust. Noch im Jahr 1990 lebten im Ort rund 4000 Einwohner. Durch den Abriss von neun Wohnblöcken, des Gymnasiums, der Kindereinrichtungen „Anne Frank“ und „Jenny Marx“, der Kaufhalle, des Heizhauses und des Dienstleistungsgebäudes erhielt Dranske fast seine ursprüngliche Struktur zurück. Die ehemalige Realschule wurde versteigert und verfällt. 2007 wurde die 1939 eröffnete Grundschule für immer geschlossen, damit hat Dranske keine Schule mehr. Die Grundschüler fahren nach Wiek, die Realschüler nach Altenkirchen und die Gymnasiasten nach Bergen. Das ehemalige Haus der NVA wurde bis 1996 als Hotel Boddenblick betrieben und im Herbst des Jahres geschlossen. Nach zehn Jahren Leerstand und Verfall wurde es 2006 weiterverkauft und von 2010 bis 2011 zu einem Appart-Hotel umgebaut. Der 2009 abgerissene Anleger im Wieker Bodden wurde neu aufgebaut. Seit Mai 2010 verkehren in der Sommersaison wieder regelmäßig Schiffe auf der Linie Wiek–Dranske–Hiddensee und zurück.

### Ortsteile
In Lancken lag von um 1608 bis 1878 das Gut der Familie von der Lancken. Das Gut wurde nach 1945 aufgesiedelt. Das unsanierte barocke Gutshaus stammt von etwa 1720 und steht seit 1963 leer. Der barocke, drei Hektar große Park Dranske-Lancken wurde von 1720 bis 1730 angelegt.

## Bevölkerung
| Jahr | Einwohner |
| ---- | --------- |
| 1990 | 3739      |
| 1995 | 3212      |
| 2000 | 2103      |
| 2005 | 1398      |
| 2010 | 1203      |
| 2015 | 1185      |

| Jahr | Einwohner |
| ---- | --------- |
| 2020 | 1149      |
| 2021 | 1170      |
| 2022 | 1155      |
| 2023 | 1144      |

 Stand: 31. Dezember des jeweiligen Jahres

## Politik

### Gemeindevertretung
Die Gemeindevertretung von Dranske besteht aus zehn Mitgliedern. Die Kommunalwahl am 9. Juni 2024 führte bei einer Wahlbeteiligung von 67,9 % zu folgendem Ergebnis:
| Partei / Wählergruppe             | Stimmenanteil 2019 | Sitze 2019 |  | Stimmenanteil 2024 | Sitze 2024 |
| --------------------------------- | ------------------ | ---------- |  | ------------------ | ---------- |
| AfD                               | 14,0 %             | 1          |  | 32,1 %             | 3          |
| Pro Dranske                       | 38,8 %             | 4          |  | 31,6 %             | 3          |
| Einzelbewerberin Kathrin Krausche | –                  | –          |  | 11,5 %             | 1          |
| Wählergruppe John                 | –                  | –          |  | 07,9 %             | 1          |
| FDP                               | 16,9 %             | 2          |  | 07,7 %             | 1          |
| SPD                               | 11,1 %             | 1          |  | 05,5 %             | 1          |
| CDU                               | 09,4 %             | 1          |  | 03,7 %             | –          |
| Die Linke                         | 09,9 %             | 1          |  | –                  | –          |
| Insgesamt                         | 100 %              | 10         |  | 100 %              | 10         |

### Bürgermeister
- seit 2019: Lothar Kuhn (Pro Dranske)

Bei der Bürgermeisterwahl am 26. Mai 2019 wurde Kuhn mit 55,5 % der gültigen Stimmen gewählt. Bei der Bürgermeisterstichwahl am 23. Juni 2024 wurde er mit 56,0 % der gültigen Stimmen in seinem Amt bestätigt. Seine Amtszeit beträgt fünf Jahre.

### Wappen
Das Wappen wurde am 4. Juli 2011 durch das Ministerium des Innern genehmigt und unter der Nr. 336 der Wappenrolle von Mecklenburg-Vorpommern registriert.
Blasonierung: „Geteilt durch einen Wellenschnitt; oben in Silber ein schräglinks liegender Schlehdornzweig mit sechs grünen Blättern und vier blauen Beeren; unten in Blau ein silbernes Segelschiff mit zwei Masten und fünf Segeln.“
Der Name der Gemeinde Dranske leitet sich aus dem slawischen Wort Dransky ab, das „Stock“ bedeutet. Dargestellt wird dieser Name im Wappen durch einen Schlehdornzweig. Eine seit 1684 bestehende Seeverkehrsverbindung mit der schwedischen Stadt Ystad wird durch die Abbildung des zweimastigen Segelschiffs „Posthornett“ im Wappen symbolisiert. Beide Symbole werden durch einen blauen Wellenschnitt voneinander getrennt, der auf die Lage der Gemeinde Dranske am Meer hinweist.

### Flagge
Die Gemeinde führt seit dem 4. Juli 2011 eine durch das Ministerium des Innern genehmigte Flagge.
Flaggenbeschreibung: „Die Flagge der Gemeinde Dranske ist gleichmäßig längs gestreift von weiß und blau und durch eine Wellenlinie geteilt. In der Mitte des weißen Streifens befindet sich ein schräglinks liegender Schlehdornzweig mit sechs grünen Blättern und vier blauen Beeren; in der Mitte des blauen Streifens befindet sich ein weißes Segelschiff mit zwei Masten und fünf Segeln. Die Höhe des Flaggentuches verhält sich zur Länge wie 3:5.“
Wappen und Flagge wurden vom Rügener Designer Jürgen Frenkel gestaltet.

## Sehenswürdigkeiten
- Marinehistorisches- und Heimatmuseum Dranske / Bug zur Geschichte der Gemeinde und der Halbinsel Bug
- Schifferkrug, älteste noch existierende Gaststätte Rügens im Ortsteil Kuhle an der Nordspitze des Wieker Boddens, besteht seit 1455[11]
- Park Dranske-Lancken im Ortsteil Lancken, der um 1720 bis 1730 als barocker Gutspark angelegt wurde, sowie das ebenso alte, barocke, zweigeschossige, unsanierte Herrenhaus „Gutshaus Lancken“ das seit 1963 leersteht. Das Gut gehörte der Familien von der Lancken (1608–1878).

→ Siehe auch: Liste der Baudenkmale in Dranske

## Veranstaltungen
- Geführte Wanderungen im Nationalparkgebiet Südbug von März bis Oktober
- Osterfeuer am Karsamstag im Ort und am Strand vom Regenbogencamp Nonnevitz
- Dreitägige Bodden-Party am letzten Juliwochenende, bei der um den Windland-Pokal gesurft wird
- Marinehistorisches und Heimatmuseum Dranske/Bug, von April bis Oktober geöffnet

## Persönlichkeiten
- Dietmar Herz (* 1938), Kulturwissenschaftler, lebt in Dranske
- Thomas Lück (1943–2019), Schlagersänger, in Dranske geboren
- Bernd Wittenburg (* 1950), Boxer, lebt in Dranske